# Fataluku (Sprache)
Fataluku (Fatalukunu, Fataluco, Dagaga, Dagoda, Dagada) ist eine Papuasprache, die von den etwa 38.000 Angehörigen der Ethnie der Fataluku in der Gemeinde Lautém, im äußersten Osten von Osttimor gesprochen wird. Ein Dialekt des Fataluku, Oirata, wird in zwei Dörfern gesprochen, im Süden der kleinen indonesischen Insel Kisar, die nordöstlich von Timor liegt. Auch auf nördlich von Timor gelegenen Insel Liran (Lirang) wird Fataluku gesprochen. Die Bezeichnung „Fataluku“ setzt sich zusammen aus „fata“ (klar, direkt) und „luku“ (Rede). In älteren, meist portugiesischen Quellen wird die Bezeichnung Dagada verwendet, doch ist sie als Eigenbezeichnung nicht üblich. Möglicherweise ist es eine Fremdbezeichnung, die die Makasae in Baucau verwendeten.

## Übersicht

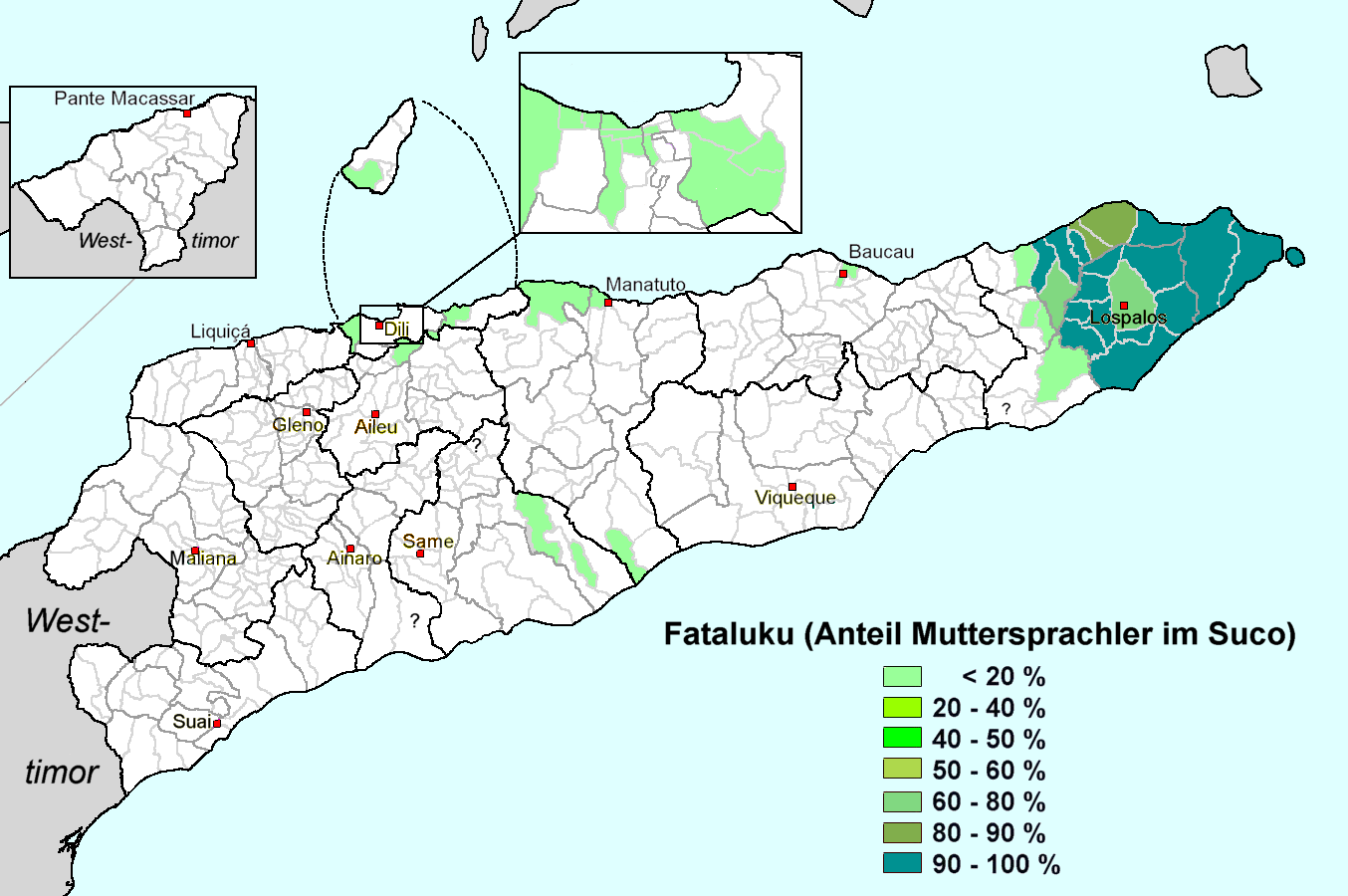
Anteil von Fataluku-Muttersprachlern in den Sucos Osttimors

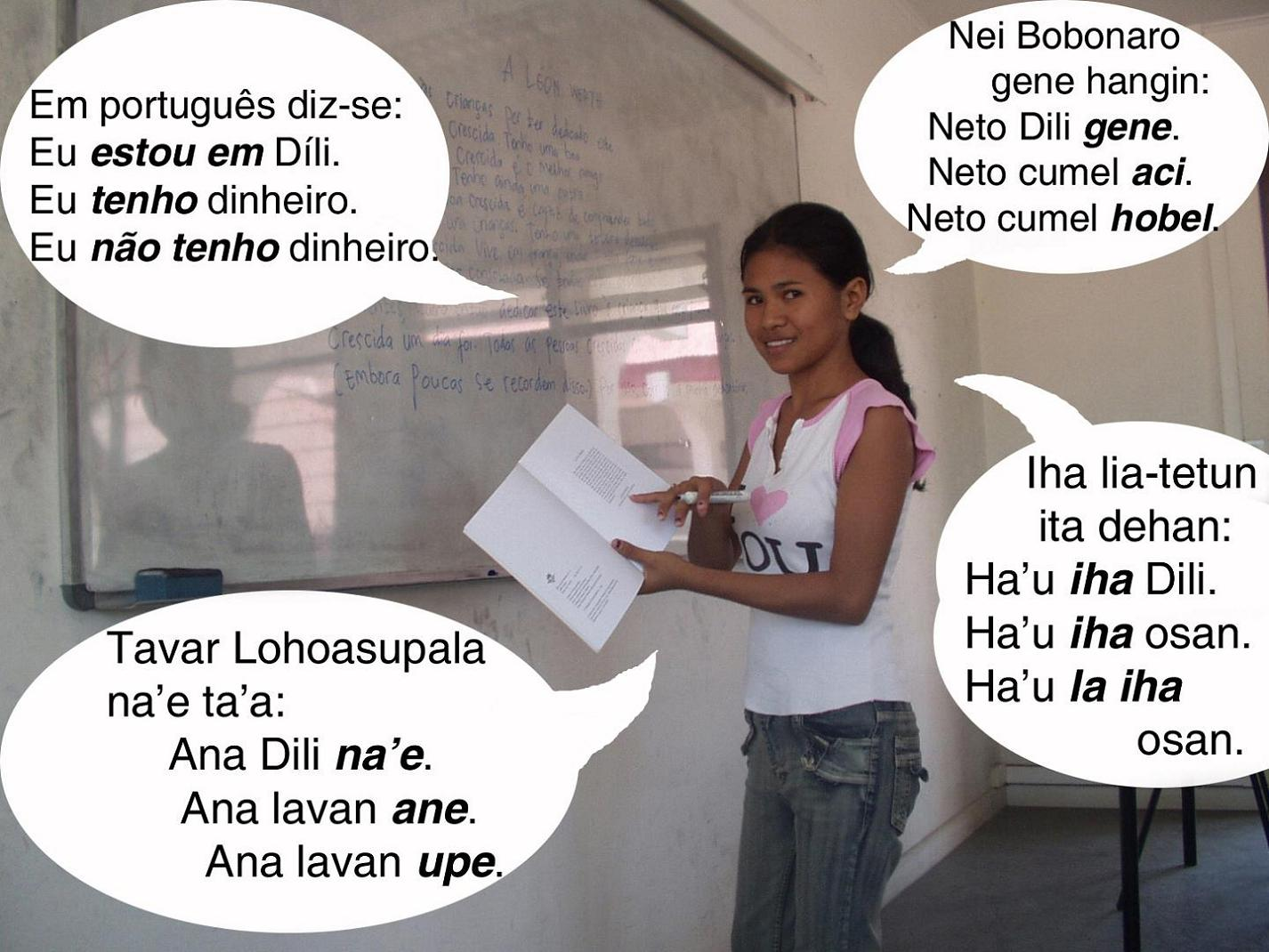
Sprachen Osttimors: Von oben links im Uhrzeigersinn: Portugiesisch, Bunak, Tetum, Fataluku

Fataluku ist eine der 15 in der Verfassung anerkannten Nationalsprachen Osttimors. 41.500 Osttimoresen bezeichnen Fataluku als ihre Muttersprache (2015). Es gibt sieben Dialekte. Obwohl die Fataluku eine Papuasprache sprechen, haben sie kulturell gesehen mehr Gemeinsamkeiten als Unterschiede zu den anderen, meist austronesische Sprachen sprechenden Ethnien Osttimors. Struktur und Wortschatz sind Makasae und Makalero ähnlich, doch Fataluku-Sprecher können diese Sprachen nicht verstehen. Der nordwestliche Dialekt ist durch Makasae beeinflusst. Dieser kennt auch, im Gegensatz zu den anderen Fataluku-Dialekten, die stimmhaften Konsonanten b, g und d. Die meisten Wörter enden mit einem Vokal. Aus den benachbarten austronesischen Sprachen gibt es zahlreiche Lehnwörter.
Auffällig ist die Verwendung des austronesischen Lehnwortes malai, das sowohl „Fremder“ als auch „Herrscher“ bedeuten kann. Gerade in seiner letzten Bedeutung hat es Eingang in Personennamen gefunden, wie Sians malai oder Opo malai, ohne dass ihre Träger ausländische Wurzeln hätten.
Oirata, der Dialekt an der Südküste der Insel Kisar, wird teilweise als eigenständige Sprache angesehen. Die Sprecher sind Nachkommen von Fataluku, die als Flüchtlinge vom Osten Timors 1721 nach Kisar kamen. Der nördliche Fataluku-Dialekt ist zumindest teilweise noch wechselseitig verständlich zu Oirata. Auf andere Fataluku-Dialekte scheint dies nicht zuzutreffen.
Allgemein geht man davon aus, dass die Melanesier 3000 v. Chr. nach Timor einwanderten und ab 2500 v. Chr. von nachkommenden austronesischen Gruppen teilweise verdrängt wurden. Bei den ursprünglichen Sprechern des Fataluku vermutet man inzwischen, dass sie möglicherweise erst nach den Austronesiern von Osten her Timor erreichten und stattdessen diese verdrängten oder assimilierten. Die Bomberai-Halbinsel Neuguineas wird hier als Ursprung vermutet.

## Wörter und Sätze in Fataluku

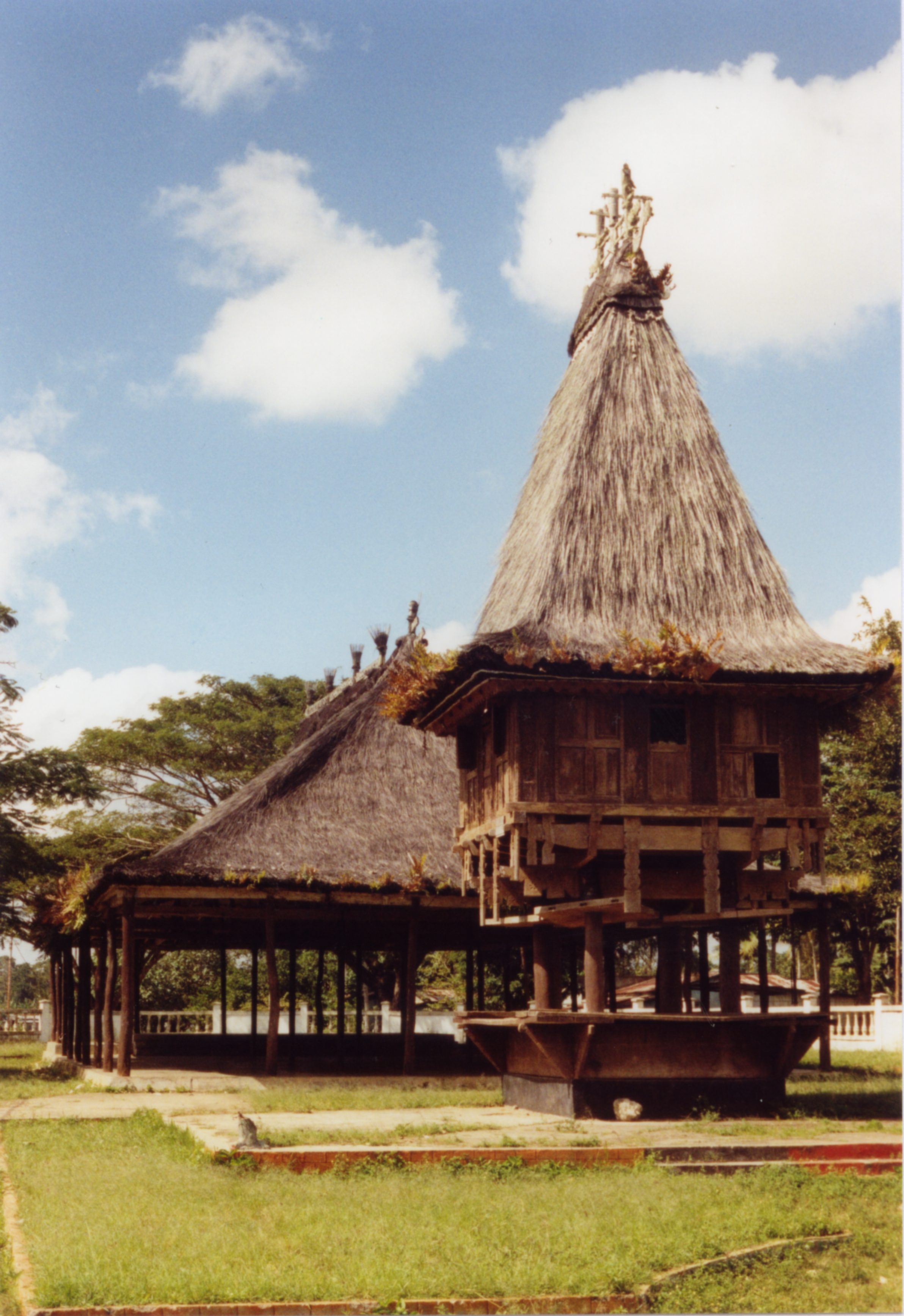
Ein Lee-teinu, ein traditionelles heiliges Haus

Der Buchstabe c und die Buchstabenkombination tx werden ch ausgesprochen.
Hó, Rau – Ja
Upe, Kapare – Nein
Lulue – Danke
Tali lulue – Vielen Dank
Helupai, Aka natxuni – Willkommen
Tolune – Bitte
Ant ivi nere – Entschuldigung
Ó lai'i – Hallo
Nita tana fale – Auf Wiedersehen
Ihani koice – Bis später
Naunop irauni – Guten Morgen
Vacu hici / Meucia irauni – Guten Tag
Mua koun irauni – Guten Abend
Muna koun irauni – Gute Nacht
Uruvacu – Gott
Veu – Schildkröte
Lohoasupala – Lospalos (Verwaltungsamt und Stadt in Osttimor)
| Zahl | Lospalos | Lautém | Oirata    |
| 1    | ukani    | ukani  | uani      |
| 2    | ece      | ece    | ei        |
| 3    | utue     | itue   | utu       |
| 4    | fate     | fate   | pata      |
| 5    | ?        | lime   | limi      |
| 6    | neme     | neme   | neme      |
| 7    | fetu     | fitu   | pitu      |
| 8    | ikafa    | kafa   | kapa      |
| 9    | siwa     | sife   | siwa      |
| 10   | ta'ane   | taane  | taa-nauni |

### Wörter austronesischen Ursprungs
tahi – Meer
la′a – gehen
lime – fünf
ratu – Clan, edel
malai – Fremder, Herrscher

## Belege
- The Languages of East Timor: Some Basic Facts (Memento vom 19. Januar 2008 im Internet Archive)